# EAST OF THE SUN/UNOMI
「EAST OF THE SUN/UNOMI」（イースト オブ ザ サン/ウノミ）は、GRAPEVINEの27枚目のシングルである。2015年12月2日にSPEEDSTAR RECORDSより発売された。

## 解説
- 前作から約1年振りとなるシングル。両A面シングルでのリリースは「CORE/wants」以来約7年半振りとなる。
- 今作ではプロデューサーに高野寛を迎えて製作が行われた。
- 初回限定盤には、2014年8月28日に放送されたJ-WAVE「HELLO WORLD」内で、WEB同時配信されたビクタースタジオでのライブ映像の音源部分にMIX・マスタリングを施した「LIVE IN VICTOR STUDIO」と、「VIDEOVINE Vol.3」を収録したDVDが付属している。

## 収録曲
- 全作詞：田中和将/作曲：亀井亨

1. EAST OF THE SUN
プロデューサーを務めた高野寛曰く「最初のデモはすごくシンプルだった」[1]楽曲。
タイトルは、ジャズの楽曲である「East of the Sun and West of the Moon」から取られている[2]。
PVが製作されており、監督を務めた柿本ケンサクが、曲の冒頭にある歌詞からインスパイアを受けて製作したものになっている[3]。
2. UNOMI
田中によると、亀井は同曲をジョン・ブライオンのイメージで持ってきたという[2]。
歌詞は「釣り」がテーマになっており、同曲の元ネタとなっているジョン・ブライオンの楽曲名「Hook, Line and Sinker」の和訳（魚が釣り針も糸も重りも飲み込んでしまうこと）から発展させていったと田中は述べている[2]。
プロデューサーである高野寛もギターとして参加している[1][2]。

## 初回限定盤DVD
LIVE IN VICTOR STUDIO presented by J-WAVE 「Hello World」
1. スロウ
2. 風待ち
3. YOROI
4. FLY
5. 豚の皿
6. なしくずしの愛
7. 光について

「VIDEOVINE Vol.3」

## 補足
1. 1 2  。GRAPEVINE「EAST OF THE SUN / UNOMI」田中和将×高野寛対談　2/4　2015年12月2日付　ナタリー
2. 1 2 3 4  GRAPEVINE　成熟を極めた今語る、バイン流「歌のあり方」2/2　RO69　2015年12月付
3. ↑  GRAPEVINE×柿本ケンサクによる「EAST OF THE SUN」MV完成 2015年11月30日付　ナタリーより